# Serpina
As serpinas são uma superfamília de proteínas com estruturas semelhantes que foram identificadas pela inibição da protease e podem ser encontradas em todos os reinos. O acrónimo serpina foi cunhado porque as primeiras serpinas a serem identificadas actuavam como quimotripsina serina-protease (serina protease inibidora). Destacam-se pelo seu inusitado mecanismo de acção, no qual inibem irreversivelmente a sua protease alvo, ao submeterem-se a uma grande troca conformacional para alterar o seu sítio activo. Isto contrasta com o mecanismo mais comum dos inibidores de protease que se ligam e bloqueiam o acesso da protease ao sítio activo.
A inibição da protease por serpinas controla a matriz dos processos biológicos, incluindo a coagulação e inflamação. Estas proteínas são, por conseguinte, objecto de investigação médica, uma vez que a sua troca conformacional única confere-lhe um alto interesse biológico estrutural e de investigação sobre o enovelamento de proteínas O mecanismo de troca conformacional possui algumas vantagens, mas também alguns inconvenientes. Por um lado, as serpinas são vulneráveis a mutações que podem resultar em serpinopatias como o não-enovelamento das proteínas e a formação de polímeros inactivos de cadeias longas. A polimerização de serpinas não só reduz a quantidade de inibidores activos, como também implica a acumulação dos polímeros, causando morte celular e insuficiência dos órgãos.